# Giải Bông Sen cho nam diễn viên chính xuất sắc
Nam diễn viên chính xuất sắc nhất là một trong những giải thưởng được trao tại Liên hoan phim Việt Nam dành để công nhận những nam diễn viên đã tham gia đóng chính trong các bộ phim điện ảnh và phim truyện video.

## Lịch sử
Hạng mục này được trao lần đầu tiên tại Liên hoan phim Việt Nam lần thứ 2 (năm 1973) cho Huy Công, ông cũng giữ kỷ lục ở hạng mục này với hai lần chiến thắng giải. Lê Công Tuấn Anh cũng được trao hai giải nhưng một trong số đó là cho vai diễn trong phim truyện video.
Giải thưởng cho phim truyện video lần đầu tiên được trao tại Liên hoan phim Việt Nam lần thứ 9 (1990) và không còn được trao giải kể từ Liên hoan phim Việt Nam lần thứ 20 (năm 2017). Hạng mục cũng chính thức bị loại bỏ từ đó.

## Danh sách diễn viên thắng giải

### Thập niên 1970
| Năm          | Thể loại      | Người chiến thắng | Phim         | Nguồn |
| ------------ | ------------- | ----------------- | ------------ | ----- |
| Lần 1 (1970) | —             | —                 | —            | [ 2 ] |
| Lần 2 (1973) | Phim điện ảnh | NSƯT Huy Công     | Ga           | [ 3 ] |
| Lần 3 (1975) | Phim điện ảnh | —                 | —            | [ 4 ] |
| Lần 4 (1977) | Phim điện ảnh | NSƯT Huy Công (2) | Đứa con nuôi | [ 5 ] |

### Thập niên 1980
| Năm          | Thể loại      | Người chiến thắng | Phim                                  | Nguồn       |
| ------------ | ------------- | ----------------- | ------------------------------------- | ----------- |
| Lần 5 (1980) | Phim điện ảnh | NSND Thế Anh      | Mối tình đầu                          | [ 6 ]       |
| Lần 5 (1980) | Phim điện ảnh | NSND Lâm Tới      | Cánh đồng hoang                       | [ 7 ] [ 8 ] |
| Lần 6 (1983) | Phim điện ảnh | NSND Lý Huỳnh     | Vùng gió xoáy                         | [ 9 ]       |
| Lần 6 (1983) | Phim điện ảnh | NSƯT Bùi Cường    | Làng Vũ Đại ngày ấy                   | [ 10 ]      |
| Lần 7 (1985) | Phim điện ảnh | NSƯT Hữu Mười     | Bao giờ cho đến tháng Mười            | [ 11 ]      |
| Lần 7 (1985) | Phim điện ảnh | NSƯT Chánh Tín    | Ván bài lật ngửa: Trời xanh qua kẽ lá | [ 12 ]      |
| Lần 8 (1988) | Phim điện ảnh | NSND Trịnh Thịnh  | Thị trấn yên tĩnh, Thằng Bờm          | [ 13 ]      |

### Thập niên 1990
| Năm           | Thể loại              | Người chiến thắng              | Phim                                         | Nguồn         |
| ------------- | --------------------- | ------------------------------ | -------------------------------------------- | ------------- |
| Lần 9 (1990)  | Phim điện ảnh         | NSƯT Bắc Sơn                   | Người tìm vàng                               | [ 14 ]        |
| Lần 9 (1990)  | Phim truyện thiếu nhi | Nguyễn Thanh Bình              | Tuổi thơ dữ dội                              | [ 15 ]        |
| Lần 9 (1990)  | Phim video            | —                              | —                                            | [ 16 ]        |
| Lần 10 (1993) | Phim điện ảnh         | Lê Công Tuấn Anh               | Vị đắng tình yêu                             | [ 17 ]        |
| Lần 10 (1993) | Phim điện ảnh         | NSƯT Trần Lực                  | Đời hát rong                                 | [ 18 ] [ 19 ] |
| Lần 10 (1993) | Phim truyện thiếu nhi | Diễn viên trong vai Hùng "sẹo" | Chú bé có tài mở khóa                        | [ 20 ]        |
| Lần 10 (1993) | Phim video            | Lê Công Tuấn Anh (2)           | Hiệp sĩ cuối cùng, Em còn nhớ hay em đã quên | [ 17 ]        |
| Lần 11 (1996) | Phim điện ảnh         | Thiệu Ánh Dương                | Lưỡi dao, Bản tình ca trong đêm              | [ 21 ]        |
| Lần 11 (1996) | Phim video            | NSND Trần Hạnh                 | Nước mắt đàn bà                              | [ 22 ]        |
| Lần 12 (1999) | Phim điện ảnh         | NSND Quốc Trị                  | Những người thợ xẻ                           | [ 23 ]        |
| Lần 12 (1999) | Phim điện ảnh         | NSƯT Công Ninh                 | Ai xuôi vạn lý                               | [ 24 ]        |
| Lần 12 (1999) | Phim video            | —                              | —                                            | [ 25 ]        |

### Thập niên 2000
| Năm           | Thể loại      | Người chiến thắng | Phim                | Nguồn         |
| ------------- | ------------- | ----------------- | ------------------- | ------------- |
| Lần 13 (2001) | Phim điện ảnh | NSND Bùi Bài Bình | Mùa ổi              | [ 26 ]        |
| Lần 13 (2001) | Phim video    | Hoàng Phi         | Gấu cổ trắng        | [ 27 ]        |
| Lần 14 (2004) | Phim điện ảnh | NSƯT Đức Khuê     | Của rơi, Hàng xóm   | [ 28 ] [ 29 ] |
| Lần 14 (2004) | Phim video    | NSND Mạnh Cường   | Không còn gì để nói | [ 30 ] [ 31 ] |
| Lần 15 (2007) | Phim điện ảnh | NSƯT Quốc Khánh   | Áo lụa Hà Đông      | [ 32 ]        |
| Lần 15 (2007) | Phim video    | Nguyễn Văn Bình   | Đêm vùng biên       | [ 33 ]        |
| Lần 16 (2009) | Phim điện ảnh | Dustin Nguyễn     | Huyền thoại bất tử  | [ 34 ] [ 35 ] |
| Lần 16 (2009) | Phim video    | NSND Trung Hiếu   | 13 bến nước         | [ 36 ] [ 37 ] |

### Thập niên 2010
| Năm           | Thể loại      | Người chiến thắng | Phim                         | Nguồn         |
| ------------- | ------------- | ----------------- | ---------------------------- | ------------- |
| Lần 17 (2011) | Phim điện ảnh | Quách Ngọc Ngoan  | Long thành cầm giả ca        | [ 38 ] [ 39 ] |
| Lần 17 (2011) | Phim video    | —                 | —                            | [ 40 ]        |
| Lần 18 (2013) | Phim điện ảnh | NSƯT Quốc Thái    | Những người viết huyền thoại | [ 41 ]        |
| Lần 18 (2013) | Phim video    | Huỳnh Đông        | Người cộng sự                | [ 42 ]        |
| Lần 19 (2015) | Phim điện ảnh | NSND Trung Anh    | Những đứa con của làng       | [ 43 ]        |
| Lần 19 (2015) | Phim video    | —                 | —                            | [ 44 ]        |
| Lần 20 (2017) | Phim điện ảnh | Quý Bình          | Bao giờ có yêu nhau          | [ 45 ]        |
| Lần 21 (2019) | Phim điện ảnh | Trấn Thành        | Cua lại vợ bầu               | [ 46 ]        |

### Thập niên 2020
| Năm           | Thể loại      | Người chiến thắng | Phim               | Nguồn  |
| ------------- | ------------- | ----------------- | ------------------ | ------ |
| Lần 22 (2021) | Phim điện ảnh | Tuấn Trần         | Bố già             | [ 47 ] |
| Lần 23 (2023) | Phim điện ảnh | Thái Hòa          | Con Nhót mót chồng | [ 48 ] |